# 患者

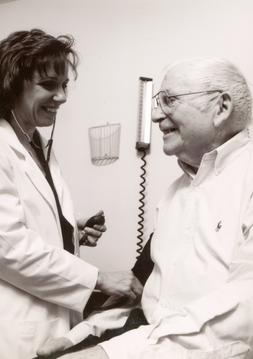
医師による血圧測定を受ける患者

患者（かんじゃ）とは、なんらかの健康上の問題のため、医師ないし歯科医師や専門の医療関係者の診断や治療、助言を受け、（広義な意での）医療サービスの対価を払う立場にある人。
英語で patient というところから、医療現場では、診療録などに Pt.(Pa.)という略記されることもある。

## 病院と患者
病院の患者には外来患者と入院患者がある。
外来患者のうち最初に新患として来院する患者を初診患者といい、その後治療のため継続的に来院する患者を再診患者という。一連の治療を終えて来院しなくなり、次に患った疾病により来院したときは再び初診患者となる。初診と再診の合計（外来患者数）に占める初診（初診患者数）の割合を初診率という。
入院患者の来院するルートには外来経由、救急経由、紹介経由の3つのパターンがある。外来経由は外来に通院していた患者の容体が悪化して検査目的または治療目的で入院するものをいう。救急経由は救急外来に直接あるいは救急車で到着しそのまま入院するものをいう。紹介経由は連携先の病院からの紹介で入院するものをいう。